# Red Bull Racing RB15
O Red Bull RB15 é o modelo de carro construído pela Red Bull para competir na temporada de fórmula 1 de 2019,  é pilotado por Alexander Albon e Max Verstappen,  no qual o primeiro serviu para substituir Pierre Gasly, "rebaixado" para a equipe B, Toro Rosso, após substituir Daniel Ricciardo na RBR, este, que saiu da equipe austríaca para ir na Renault.

## Sobre
Assim como o RB11, a pintura no começo não foi as tradicionais cores de azul, vermelho e amarelo, era um vermelho e azul, a diferença deste carro para o modelo citado anteriormente, a paleta usada no carro de 2015 foi usada na pré-temporada do mesmo ano, já o modelo de 2019 usou a pintura como concept art.
O RB15 é o primeiro carro da Red Bull a usar um motor Honda.